# Thời gian là tiền bạc

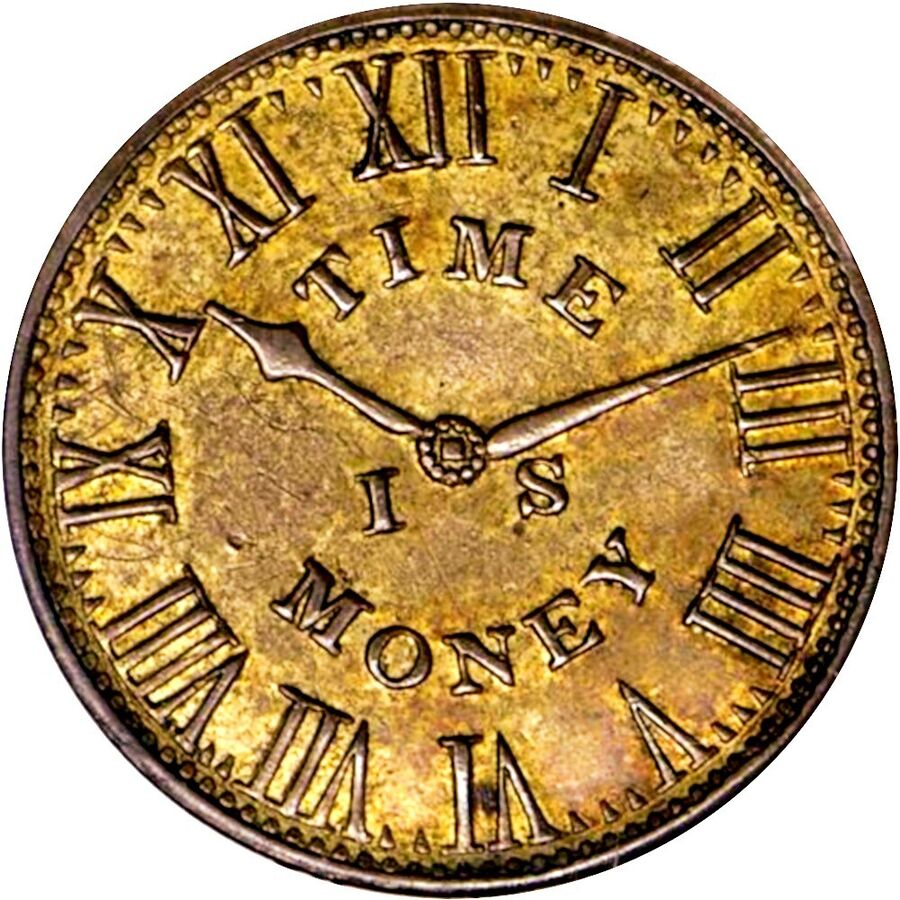
Đồng token hình dạng đồng hồ năm 1837 có khắc dòng chữ "Thời gian là tiền bạc".

"Thời gian là tiền bạc" là một câu cách ngôn được cho là bắt nguồn từ bài luận "Advice to a Young Tradesman" (tạm dịch: Lời khuyên dành cho thương nhân trẻ tuổi) của Benjamin Franklin xuất hiện trong cuốn sách năm 1748 nhan đề The American Instructor: or Young Man's Best Companion (tạm dịch: Bậc Thầy Mỹ: hay Người bạn đồng hành tốt nhất của chàng trai trẻ) của George Fisher, trong đó Franklin viết, "Hãy nhớ rằng thời gian là tiền bạc."
"Hãy nhớ rằng thời gian là tiền bạc. Người nào có thể kiếm được mười shilling một ngày bằng sức lao động của mình, và đi ra nước ngoài, hoặc ngồi không một nửa ngày đó, mặc dù anh ta chỉ tiêu sáu xu trong khoảng thời gian giải trí hoặc nhàn rỗi của mình, thì đó không nên được coi là khoản chi tiêu duy nhất; [như vậy] bên cạnh đó anh ta thực sự đã tiêu hoặc vứt đi năm shilling".

Tuy vậy, cụm từ này từng được in vào năm 1719 trên tờ báo của đảng Whig mang tên The Free-Thinker: "Vợ ông đã vô ích khi dạy ông rằng, Thời gian là tiền bạc ..."
Câu nói này nhằm mục đích truyền tải cái giá phải trả cho sự lười biếng, bằng cách chỉ ra rằng khi một người được trả tiền cho khoảng thời gian họ dành cho công việc, việc giảm thiểu thời gian không làm việc cũng sẽ giảm thiểu số tiền bị mất cho các hoạt động khác.
Ngoài bối cảnh thuần túy về tiền bạc, tình cảm tương tự về thời gian dành ra được thể hiện từ thời xa xưa, chẳng hạn như bài luận nổi tiếng De Brevitate Vitae của triết gia Seneca Trẻ.